# توم رايلي
توم رايلي (بالإنكليزية : Tom Riley) ممثل أفلام وتلفزيون ومسرح إنكليزي.

## سيرته الذاتية
بدأ توم رايلي التمثيل منذ أن كان في سن الرابعة، حيث أمضى سنوات المدرسة في كتابة وإخراج المسرحيات. درس الأدب والدراما الإنكيلزية في جامعة بيرمنغهام، وتخرج سنة 2002 بمنزلة شرف. أسس بعدها شركة مسرح صغيرة قبل أن يقرر الالتحاق بمدرسة مسرح تدعى «أكاديمية لندن للموسيقى والفنون المسرحية». أنهى احترافه في التمثيل بعد ثلاث سنوات أي في عام 2005.

## وصلات خارجية
- توم رايلي على موقع IMDb (الإنجليزية)
- توم رايلي على موقع ألو سيني (الفرنسية)
- توم رايلي على موقع أول موفي (الإنجليزية)
- توم رايلي على موقع قاعدة بيانات برودواي على الإنترنت (الإنجليزية)
- توم رايلي على موقع قاعدة بيانات الأفلام السويدية (السويدية)
- توم رايلي على موقع قاعدة بيانات الفيلم (الإنجليزية)
- توم رايلي على موقع كينوبويسك (الروسية)

- توم رايلي في موقع IMDB
- موقع معجبي توم رايلي